# محمد بن طاهر
أبو عبد الله محمد بن طاهر بن عبد الله (- 910م) كان آخر حاكم طاهري لخراسان، من 862 حتى 873 خلال فترة عدم الاستقرار الشديد في الخلافة العباسية والحرب الأهلية بين عامي 865 و866. امتد حكمه في عهد أربعة خلفاء المستعين والمعتز والمهتدي والمعتمد. وولاه المعتمد بعد ذلك على بغداد من 885 إلى 889.

## والي خراسان
عندما توفي والده طاهر بن عبد الله في عام 862م، أراد الخليفة أن يحل محله عمه محمد بن عبد الله بن طاهر، ولكن بعد رفض محمد بن ظاهر ذلك، فولاه الخليفة واليًا. ومع ذلك، لم يمنحه الخليفة ألقابًا أخرى محفوظة عادةً للحاكم الطاهري لخراسان، مثل صاحب شرطة العراق وبغداد، ولكن بدلاً من ذلك أعطاها لعمه محمد بن عبد الله.
كان محمد لا يزال صغيرًا وعديم الخبرة. بعد عامين فقط من خلافة والده، خسر طبرستان في ثورة زيدية تحت حكم حسن بن زيد بن محمد، ولم يتمكن الطاهريون من استعادة طبرستان. وفي عام 867 ، استولى أمير الصفاريين لسيستان، يعقوب الصفار على هرات وسجن حاكمها الطاهري. أرسل محمد جيش تحت قيادة إبراهيم بن إلياس لإيقاف يعقوب، لكنه هُزم، وبعد ذلك أجبر محمد على التصالح. بعد وفاة عمه في عام 867، تولى عمه الأخر عبيد الله شرطة بغداد. في معارضة عبيد الله، أرسل محمد عمه الآخر سليمان بن عبد الله كممثل له في العراق، وتصارع سليمان وعبيد الله على المناصب.
ضعف حكم محمد في خراسان أدى في النهاية إلى نهاية حكم الطاهريين هناك. وفي عام 873 ، سار يعقوب الصفار على العاصمة نيسابور. رفض محمد الفرار وأسره الصفاريون. وظل في الأسر لمدة ثلاث سنوات، لكن حررته قوات الخلافة العباسية بعد هزيمة الصفاريين في معركة دير العاقول عام 876. وأعاد الخليفة تكليفه بحاكم خراسان، وأرسل العديد من المناوئين للصفاريين في خراسان، مثل ورافع بن هرثمة، وكان يُدعى باسم محمد في الخطبة في المناطق التي تمكنوا من السيطرة عليها، لكن محمدًا لم يمارس أي سلطة فعلية عليها.

## الحياة في وقت لاحق
اتخذ محمد مكانًا له في بغداد ومن هناك حاول الحصول على المكاتب التي كان يشغلها عبيد الله بن عبد الله. واستمر هذا الصراع بين الطاهريين لعدة سنوات. وفي عام 879 توفي يعقوب الصفار وخلفه شقيقه عمرو بن الليث. وتوصل عمرو إلى اتفاق مع الخليفة ليحل محل محمد بصفته واليًا لخراسان.
تولى محمد ولاية بغداد بدلاً من عبيد الله، واستعاد لقب والي خراسان، رغم أنه لم يكن قادراً على إعادة حكمه في تلك الولاية كما كان من قبل. توفي حوالي عام 910.